# Kalendarium historii Wrocławia (985–1918)
Kalendarium Wrocławia – chronologiczny zbiór wydarzeń kształtujących i mających wpływ na rozwój miasta Wrocławia od jego powstania do 1918 roku. 
Pierwsze ślady osadnictwa na terenie dzisiejszego Wrocławia datowane są na okres epoki kamiennej (2500–1700 p.n.e.). Ich pozostałościami są cmentarze odkryte na Krzykach, Oporowie i Gądowie Małym.  Kolejne ślady osadnictwa człowieka pochodzą z okresu kultury łużyckiej (1300–400 p.n.e.), kiedy to powstały grody na Osobowicach, Sołtysowicach i Maślicach. W IX wieku tereny te były zamieszkane przez słowiańskie plemię Ślężan, którzy założyli tu piętnaście grodów.  

## Wrocław w okresie Piastów[a]

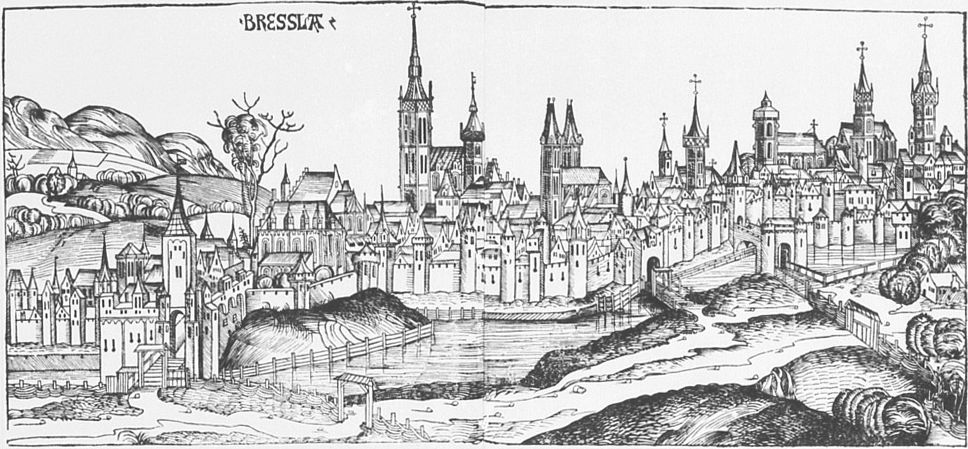
Widok Wrocławia z Kroniki Hartmanna Schedla z 1492

- 985 – książę Mieszko I stawia na Ostrowie Tumskim pierwszy gród[2][3];
- 1000 – pierwsza pisemna wzmianka o Wrocławiu mówiąca o ustanowieniu diecezji wrocławskiej podczas zjazdu w Gnieźnie[4][5][3];
- 1038 – Wrocław wraz ze Śląskiem zostaje zajęty przez księcia czeskiego Brzetysława I z dynastii Przemyślidów[3];
- 1035–1038 – reakcja pogańska, zburzenie katedry[6];
- 1050 – Kazimierz Odnowiciel ponownie przyłącza Wrocław do Polski[3];
- 1109 – Bitwa na Psim Polu[7][8][3];
- 1138 – po śmierci Bolesława Krzywoustego Śląsk wraz z Wrocławiem przypada seniorowi Władysławowi II[3];
- 1139 – Piotr Włostowic funduje opactwo benedyktynów[9][3];
- 1190 – Wrocław stolicą księstwa śląskiego; od 1249 jedynie księstwa wrocławskiego; w dokumencie z 1204 wymieniany jest jako civitas vratislaviesis[3];
- 1201 – miasto pod panowaniem Henryka I Brodatego staje się ośrodkiem rzemiosła i targów o europejskim znaczeniu[3];
- 1214 – w dokumencie wystawionym przez księcia Henryka Brodatego wymienione zostało imię sołtysa wrocławskiego Godinusa, co oznacza posiadanie praw miejskich[10];
- 1226 – lokacja miasta według polskiej odmiany prawa magdeburskiego zwanego prawem średzkim[3];
- 1232 – Henryk Brodaty przenosi handel na nowo otwarty Rynek[3];
- 1241 – spalenie zabudowy opuszczonego lewobrzeżnego Wrocławia ze względów militarnych w czasie najazdu mongolskiego[11][3];
- 1242 – potwierdzenie lokacji miasta w dokumencie z opactwa trzebnickiego[12][3];
- 1261, 16 grudnia – potwierdzenie prawa magdeburskiego, rozszerzenie granic miasta do 120 ha, przyłączenie wyspy Piaskowej i Przedmieścia św. Maurycego oraz powołanie rady miejskiej (tzw. trzecia lokacja)[13][14][15][3];
- 1261 – miasto ma powierzchnię 133 ha i około 14 tys. mieszkańców[3];
- 1263 – na mocy przywileju lokacyjnego nadanego przez księcia Henryka III powstaje Nowe Miasto; przyłączone do Wrocławia w 1327[3];
- 1267 – powołanie pierwszej we Wrocławiu szkoły miejskiej św. Marii Magdaleny; w 1293 drugiej szkoły św. Elzbiety[3];
- 1273 (1271[3]) – książę Henryk Probus nadaje miastu prawo mili (patrz → Mila wrocławska)[16][17]
- 1274 – Henryk Probus nadaje miastu prawo składu i prawo wagi[16][18][17][3];
- 1287 – Apothecarius Heyno otwiera w mieście pierwszą aptekę[19];
- 1292 – na reprezentacyjnej pieczęci Wrocławia pojawia się wizerunek św. Jana Chrzciciela jako kroczącej postaci na tle murów[b][20][3];
- 1299 – budowa ratusza[3];
- 1319 – wielki pożar trawi połowę miasta[21];
- 1327, 6 kwietnia – książę wrocławski Henryk VI Dobry zawiera układ z Janem Luksemburczykiem, królem Czech, na mocy którego księstwo po jego bezpotomnej śmierci przejdzie na własność królów czeskich[22].

## Wrocław pod panowaniem czeskim

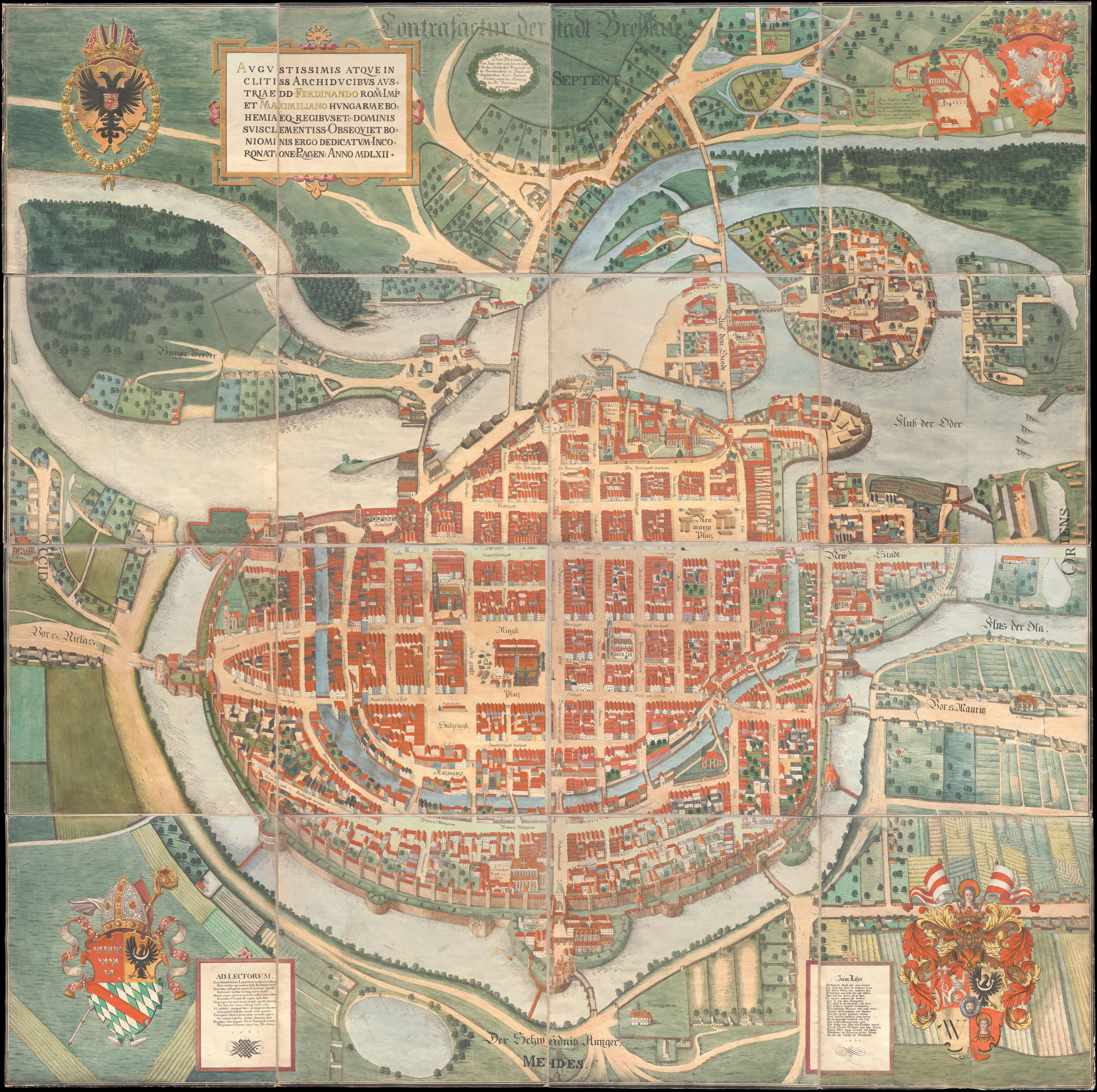
Wrocław w 1562 roku

- 1327 – przyłączenie Nowego Miasta, lokowanego przez Henryka III Białego w 1261[23];
- 1335, 24 listopada – umiera Henryk VI. księstwo wrocławskie i Wrocław stają się integralną częścią Królestwa Czech, składowej Świętego Cesarstwa Rzymskiego;
- 1336 – miasto uzyskuje kolejne przywileje handlowe, celne i podatkowe: dochody z monopolu handlu solą, brak ceł na drodze do Poznania, zwolnienie z opłat cła wodnego (1338)[3];
- 1336 – przywilej sądzenia rycerzy[3];
- 1342 – uzyskanie przywileju samowybieralności rady miejskiej[3];
- 1344, 1349, 1360, 1379 – pożary w mieście[24];
- 1348, 7 kwietnia – król niemiecki i czeski Karol IV Luksemburski inkorporował do nowo utworzonej Korony Królestwa Czeskiego księstwa śląskie wraz z Wrocławiem oraz Ziemię Budziszyńską i Zgorzelecką (późniejsze Górne Łużyce);
- 1349, 28 maja – pogrom Żydów posądzanych o wywołanie epidemii dżumy[25]; duże epidemie wybuchają również w latach 1496 i 1516[26];
- 1318–1340 – koniec budowy murów miejskich oraz fosy i włączenie ich do systemu fortyfikacji miejskich[27];
- 1350 – nadanie przywileju fortyfikacyjnego[28];
- 1358 – kupcy wrocławscy uzyskują prawo wolnego handlu z Wenecją, Pragą (1359) i Karyntią (1381)[27];
- 1360 – cesarz Karol IV nadaje prawo bicia cesarskich złotych monet; w 1362 dodatkowe prawo bicia srebrnych halerzy (patrz → mennica we Wrocławiu)[29][27];
- 1361 – rada miejska uzyskuje godność i uprawnienia starosty księstwa wrocławskiego[27];
- 1387 – miasto wstępuje do Hanzy[30];
- 1387 – uruchomienie wodociągów św. Macieja[31][27];
- 1404 – zjazd Wacława IV i Władysława Jagiełły we Wrocławiu[32];
- 1418 – defenestracja wrocławska[33][27];
- 1419/1420 – sejm I Rzeszy zbiera się we Wrocławiu[34];
- 1443, 5 czerwca – trzęsienie ziemi we Wrocławiu;
- 1452 – król Czech, Władysław nadaje miastu przywilej de non tolerandis Judaeis[24];
- 1453 – trybunał pod przewodnictwem Jana Kapistrana skazuje na poćwiartowanie 14 wrocławskich Żydów, 41 na spalenie na stosie[35];
- 1458–1463 – Wrocław odmówił złożenia hołdu lennego husyckiemu królowi Czech Jerzemu z Podiebradów. Zawarta ugoda w 1460 r. dawała miastu trzy lata na podporządkowanie się. W 1463 r. papież Pius II wezwał wrocławian do dalszej odmowy posłuszeństwa[36];
- 1468 – Wrocław dobrowolnie poddaje się władzy Macieja Korwina, króla Węgier i antykróla Czech[37];
- 1469 – miasto składa hołd Maciejowi jako królowi Czech[38];
- 1474 – Wrocław próbuje bezskutecznie zająć walczący z Maciejem o koronę czeską król Polski, Kazimierz IV Jagiellończyk i jego syn, król Czech Władysław II Jagiellończyk[39][27];
- 1475 – Drukarnia Świętokrzyska Kaspra Elyana wydaje pierwsze druki w języku polskim – teksty modlitw Zdrowaś Mario, Ojcze nasz i Wierzę zamieszczone w Statutach Synodalnych[40];
- 1485–1513 – wojna celna Wrocławia z Polską[41];
- 1490 – po śmierci Macieja Korwina, Wrocław wraz pozostałymi ziemiami pobocznymi Korony Czeskiej na mocy pokoju z Ołomuńca przechodzi we władanie Władysława Jagiellończyka[42];
- 1503–1533 – scholastykiem wrocławskiej Kolegiaty Świętego Krzyża i św. Bartłomieja zostaje Mikołaj Kopernik[43];
- 1505 – pierwsza próba utworzenia uniwersytetu[43][27];
- 1515 – miasto ostatecznie występuje z Hanzy; od 1474 czynny udział Wrocławia w stowarzyszeniu był w zawieszeniu[30];
- 1523 – pierwsze w historii Wrocławia kazanie protestanckie (Jana Hessa) w kościele świętej Marii Magdaleny[44].

## Wrocław pod panowaniem Habsburgów
Od początku XVI wieku miasto, pod panowaniem Habsurgów i dostępu do rozległej monarchii, rozwijało się gospodarczo i bogaciło na handlu z głównie z Norymbergią. W jego posiadanie wchodziło 22 wsi podmiejskich. Powstają nowe renesansowe murowane kamienice, domy handlowe i przedstawicielstwa domu bankowego Fuggerów. 
- 1526 – powstaje Monarchia Habsburgów i rozpoczyna się panowanie Habsburgów we Wrocławiu po śmierci króla Czech i Węgier Ludwika II Jagiellończyka w Bitwie pod Mohaczem[45][3];
- 1530 – cesarz Karol V Habsburg potwierdza posiadane przez miasto przywileje i nadaje przywilej herbowy[3];
- 1535 – miasto otrzymuje nowy herb miejski[3];
- 1557 – powołanie Kamery Królewskiej działającej do 1741 roku[3][46];
- około 1560 – otwarcie Szkoły Polskiej św. Krzysztofa[47];
- 1585 – epidemia dżumy zabija około 9 tys. osób; inne epidemie w latach 1542, 1568, 1599, 1613, 1623, 1625, 1633 (13 231 ofiar), 1668[48];
- 1618–1648 – wybuch wojny trzydziestoletniej, Wrocław opowiada się po stronie zbuntowanych stanów czeskich[3];
- 1625, 24 lipca – mianowano pierwszego Naczelnego Pocztmistrza Wrocławia;
- 1632 – rozpoczęcie wydawania „Wöchentliche Zeitung”[32];
- 1635 – miasto decyzją Ferdynanda II Habsburga traci funkcję starosty księstwa wrocławskiego[3];
- 1642 – w wyniku wojny trzydziestoletniej, Wrocław ponosi ogromne straty gospodarcze, w mieście panuje głód, wybuchają pożary, a następnie wybucha epidemia cholery, w wyniku której zmarła ponad połowa z 32 tysięcy mieszkańców[3];

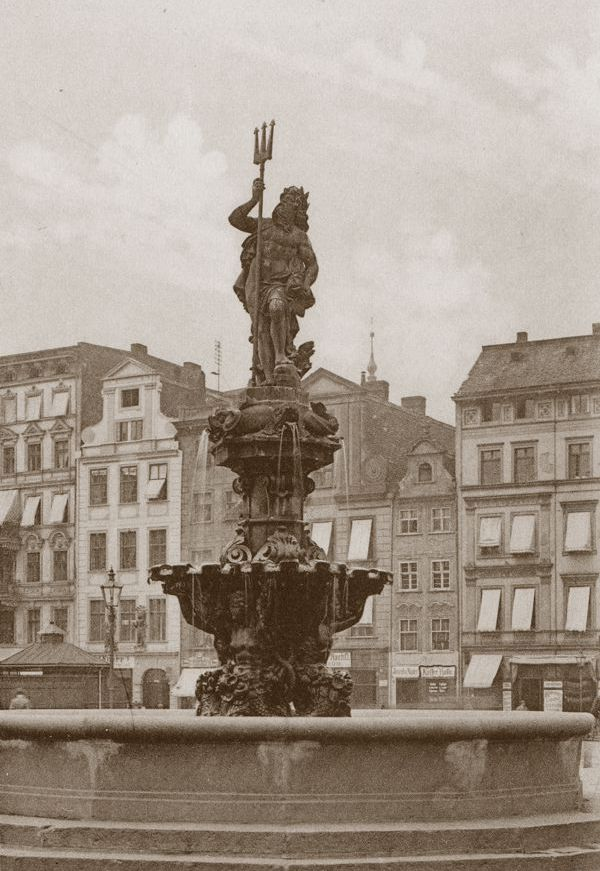
Fontanna Neptuna na Nowym Targu

Z powodu unifikacyjnej polityki Habsburgów Wrocław traci część przywilejów na rzecz nowo powstających urzędów: Urząd Zwierzchni (1629–1740), Generalny Urząd Podatkowy i Kolegium Handlowe.
- 1666 – otwarcie Miejskiej Szkoły Polskiej[47];
- 1670 – wydanie pierwszego na świecie czasopisma lekarskiego Miscellanea Curiosa Medico-Physica;
- 1693 – Edmond Halley w oparciu o zestawienia narodzin i zgonów sporządzone przez wrocławskiego pastora Caspara Neumanna opracowuje wzorzec obliczania składek emerytalnych dla powstających funduszy ubezpieczeniowych. W analizie jako miasto wzorcowe posłużył mu Wrocław[50];
- 1702, 21 października – cesarz Leopold I eryguje jezuicką Akademię Leopoldyńską – poprzedniczkę Uniwersytetu Wrocławskiego[27];
- 1703 – pierwsze latarnie gazowe na Rynku wrocławskim[51];
- 1714 – Wrocław uzyskuje połączenie pocztowe z Lipskiem, będącym wówczas pod panowaniem króla Polski Augusta II Mocnego[52];
- 1720 – utworzenie Collegium Musicum[32];
- 1727 – przejęcie istniejącego od 1677 teatru przez władze miejskie[32];
- 1732 – odsłonięcie Fontanny Neptuna na Nowym Targu;

## Wrocław pod panowaniem pruskim (1741–1870)

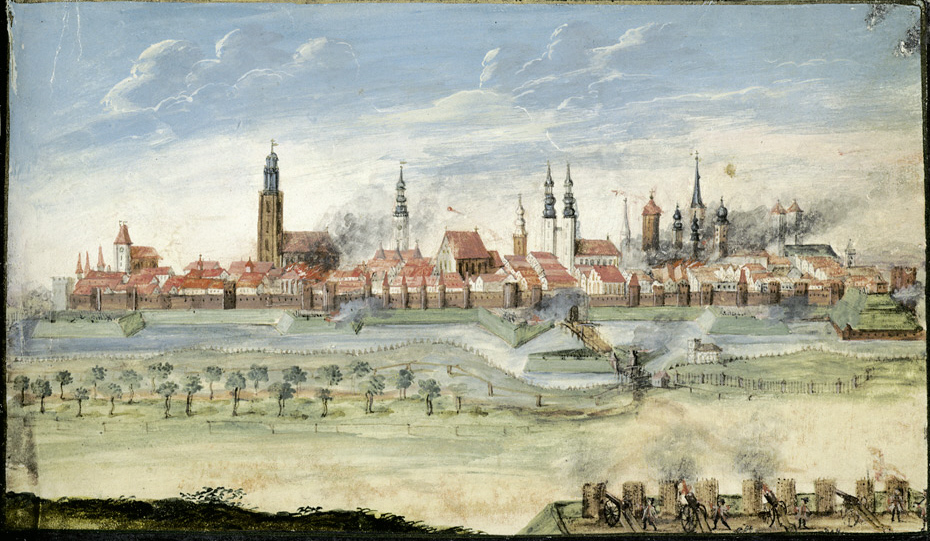
Oblężenie Wrocławia podczas wojny siedmioletniej (III wojna śląska 1756–1763)

- 1741, 10 sierpnia – Wrocław zostaje przyłączony do Prus; złożenie hołdu Fryderykowi II następuje 7 listopada[27];
- 1742, 11 czerwca – zawarcie pokoju wrocławskiego, który oddaje Śląsk wraz z Wrocławiem pod panowanie Królestwa Prus[27][53];
- 1742 – Fryderyk II Wielki ogłosza miasto twierdzą i królewskim miastem rezydencjalnym[27];
- 1742 – w oficynie Kornów wychodzą pierwsze numery „Schlesische Zeitung”[27];
- 1757, listopad – oblężenie Wrocławia podczas III wojny śląskiej[54][27][55];
- 1758 – epidemia ospy zabija około 3 tys. osób spośród 40 tys. mieszkańców miasta[56];
- 1760 – drugie, niszczące oblężenie Wrocławia podczas wojny siedmioletniej, uporczywa obrona miasta przez gen. Tauentzien[27];
- 1791 – otwarcie pierwszej publicznej szkoły żydowskiej Wilhelmsschule[27];
- 1806–1807 – oblężenie i zajęcie miasta przez korpus Hieronima Bonapartego; nakaz wyburzenia murów miejskich[57][55];
- 1807 – początek wyburzania murów obronnych[27];
- 1808 – dołączenia do Wrocławia pięciu przedmieść: Świdnickiego, Mikołajskiego, Odrzańskiego, Oławskiego i Piaskowego; powierzchnia Wrocławia wzrasta do 20.148 ha[27];
- 1809 – pierwsze nowożytne wybory do samorządu miejskiego[58];
- 1811, 3 sierpnia – połączenie kolegium jezuitów z protestanckim Uniwersytetem Viadrina z Frankfurtu nad Odrą i utworzenie nowego „Śląskiego Uniwersytetu im. Fryderyka Wilhelma” (niem. Schlesische Friedrich-Wilhelm-Universität zu Breslau) z pięcioma wydziałami: teologii katolickiej, teologii ewangelickiej, prawa, medycyny i filozofii;
- 1811 – otwarcie ogrodu botanicznego[59];
- 1813 – podczas wojen napoleońskich król Prus Fryderyk Wilhelm III ustanawia we Wrocławiu nowe odznaczenie wojskowe Krzyż Żelazny oraz wydaje odezwę An Mein Volk (niem. Do mojego ludu), wzywającą do walki z Napoleonem[27][60];
- 1813, listopad –  powódź, zalane zostały przedmieścia Oławskie i Odrzańskie[61];
- 1814 – uruchomienie pierwszego omnibusa miejskiego na trasie od Rynku do Popowic[62];
- 1842 – pierwsza linia kolejowa na dzisiejszych ziemiach polskich, między Wrocławiem a Oławą (patrz → Kolej Górnośląska)[63][27];
- 1831 – epidemie cholery, kolejne 1837, 1848, 1849, 1855, 1866 (4 tys. ofiar)[64][27];
- 1854, sierpień – powódź w mieście[61];
- 1858 – powołanie Muzeum Starożytności Śląskich[27];
- po 1860 – następuje rozwój gospodarczy i budowlany, usunięto budynek Wielkiej Wagi, Dom Płócienników, odwach i sąsiadujący targ rybny. Powstają nowe gmachy: Nowy Ratusz (1863), Nowa Giełda, zabudowa Bastionu Sakwowego[27];
- 1866 – zasypanie koryta Czarnej Oławy, źródła częstych epidemii cholery, powstają na tym terenie liczne zaułki[65];
- 1868 – powierzchnia Wrocławia wynosi 3.032 ha, liczba mieszkańców osiągnęła 207.997 osób[27].

## Wrocław w Cesarstwie Niemieckim (1871–1918)
Zjednoczenie Niemiec i powstanie Cesarstwa Niemieckiego w 1871 przyczyniło się do szybkiego rozwoju gospodarczego i urbanistycznego miasta. Rozbudowano reprezentacyjną zabudowę wokół obecnego placu Powstańców Śląskich, powstawały domy w stylu secesyjnym, m.in. domy handlowe Dom Handlowy Braci Barasch.
- 1871 – budowa nowych wodociągów[66];
- 1876 – powstało Pierwsze Wrocławskie Towarzystwo Wioślarskie[67];
- 1877 – tramwaje konne we Wrocławiu; zlikwidowano je w roku 1910[68];
- 1877 – powstała wrocławska sekcja Deutscher und Österreichischer Alpenverein (DuÖAV – obecnie są to DAV i OEAV);
- 1878 – utworzenie Towarzystwa Wioślarskiego Wratislavia[67];
- 1881 – budowa nowej kanalizacji[66];
- 1881 – pierwsze telefony w mieście[66];
- 1890 – rozpoczęto budowę fortów Twierdzy Wrocław[69];
- 1893 – pierwsze tramwaje elektryczne (patrz → Tramwaje we Wrocławiu)[66];
- 1903 – powódź – fala kulminacyjna przepływa przez Wrocław 15 lipca[70];
- 1904 – do miasta dołączono przedmieście Strzelińskie[66];
- 1906 – pierwsze taksówki w mieście[66];
- 1913 – otwarcie Wystawy Stulecia z Halą Stulecia[71];
- 1918 – po upadku Hohenzollerów, Wrocław traci status królewskiej siedziby rezydencjonalnej[66].